# 牧落八幡宮
牧落八幡宮（まきおちはちまんぐう）は大阪府箕面市牧落に鎮座する神社（八幡宮）。法人名は八幡大神宮（はちまんだいじんぐう）。若宮八幡宮とも呼ばれ牧落部落の氏神とされる。

## 祭神
応神天皇（八幡神）を祀る。

## 歴史
寛文2年（1662年）10月22日、石清水八幡宮の分霊を勧請して創祀され、元禄13年（1700年）8月に社殿改築、安政6年（1859年）11月には社地（境内）が拡張された。
明治5年（1872年）、村社に列し、大正元年（1912年）10月、神饌幣帛料供進社に指定された。昭和2年（1927年）と平成6年（1994年）に拝殿が改築されている。

## 境内
- 武内宿禰社 武内宿禰
- 稲荷社　稲荷神
- 久延彦命社　久延彦命　大和大神神社の摂社久延彦神社の分霊を勧請。
- 神武遥拝所

## 交通
- 阪急箕面線牧落駅より、東へ徒歩約6分。